# Borotvás Dezső
Borotvás Dezső (Hódmezővásárhely, 1844. március 24. – Budapest, 1897. október 17.) magyar kórházigazgató.

## Életpályája
Egyetemi tanulmányait a budapesti egyetemen végezte el. Az egyetem elvégzése után Balassa János, majd 1868-tól Kovács Sebestény Ede sebész, egyetemi tanár asszisztense volt a Rókus Kórházban. 1872-ben költözött Makóra. Még ebben az évben városi orvossá és kórházigazgató-főorvossá nevezték ki. 1872-1873 között részt vett a kolerajárvány elleni küzdelemben. 1883-ban alapítója volt a Színügygyámolító Egyesületnek és a Makói Vadásztársaságnak. 1885-től a Makói Tekéző Egylet elnöke volt. 1886-tól a Makói Torna Egylet orvosa volt. Az 1887. március 20-án megalakult Makói Gazdasági Egyesület elnöke volt 1890. február 23-áig. 1893-ban mondott le igazgatói állásáról megromlott egészségi állapota miatt. 1896-tól betegsége miatt haláláig Budapesten élt.

## Magánélete
Felesége Sarkadi Nagy Eszter volt, akitől kilenc gyermeke született.